# Мюншаузен
Мюншаузен (фр. Munchhausen [mynçaʊzən]) — коммуна на северо-востоке Франции в регионе Гранд-Эст (бывший Эльзас — Шампань — Арденны — Лотарингия), департамент Нижний Рейн, округ Агно-Висамбур, кантон Висамбур. До марта 2015 года коммуна административно входила в состав упразднённого кантона Сельц (округ Висамбур).
Площадь коммуны — 5,92 км², население — 725 человек (2006) с тенденцией к росту: 702 человека (2013), плотность населения — 118,6 чел/км².

## Население
Население коммуны в 2011 году составляло 729 человек, в 2012 году — 716 человек, а в 2013-м — 702 человека.
| 1962 | 1968 | 1975 | 1982 | 1990 | 1999 | 2006 | 2008 | 2011 | 2012 | 2013 |
| ---- | ---- | ---- | ---- | ---- | ---- | ---- | ---- | ---- | ---- | ---- |
| 578  | 599  | 661  | 651  | 651  | 692  | 725  | 735  | 729  | 716  | 702  |

Динамика населения:

## Экономика
В 2010 году из 503 человек трудоспособного возраста (от 15 до 64 лет) 394 были экономически активными, 109 — неактивными (показатель активности 78,3 %, в 1999 году — 76,6 %). Из 394 активных трудоспособных жителей работали 373 человека (202 мужчины и 171 женщина), 21 числились безработными (7 мужчин и 14 женщин). Среди 109 трудоспособных неактивных граждан 29 были учениками либо студентами, 35 — пенсионерами, а ещё 45 — были неактивны в силу других причин.

## Достопримечательности (фотогалерея)

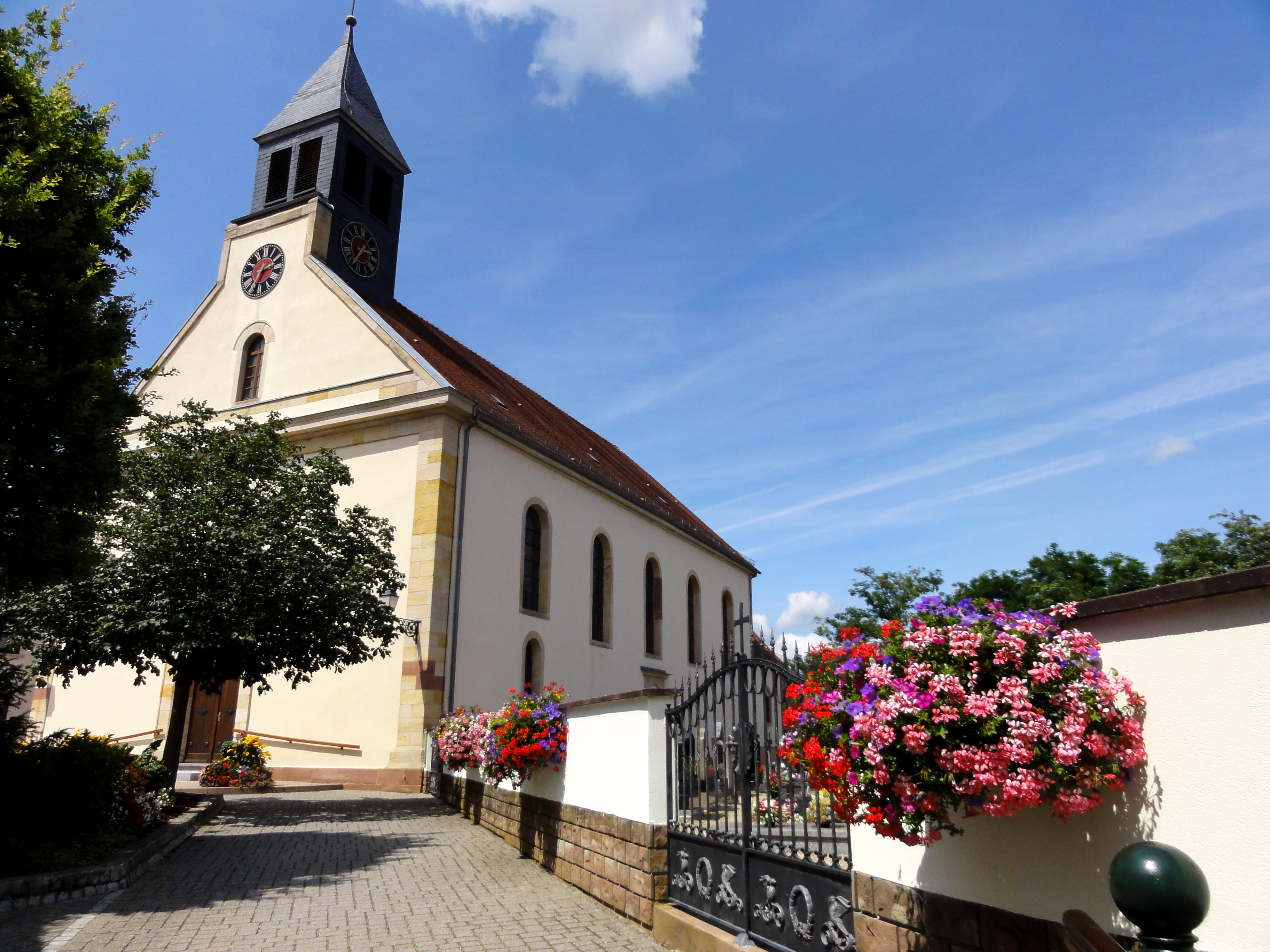
Церковь Сен-Пантелеон
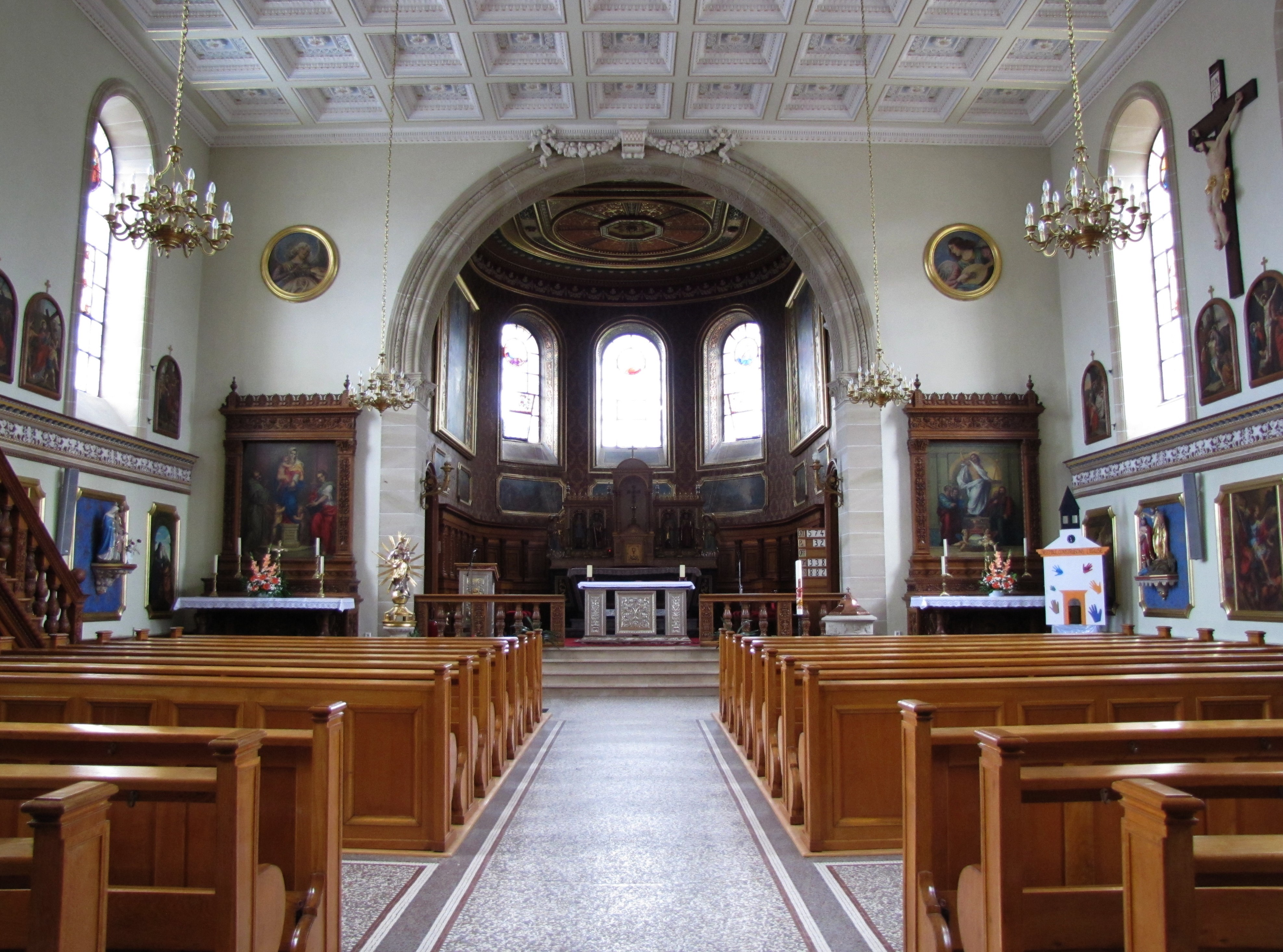
Интерьер, вид на алтарь
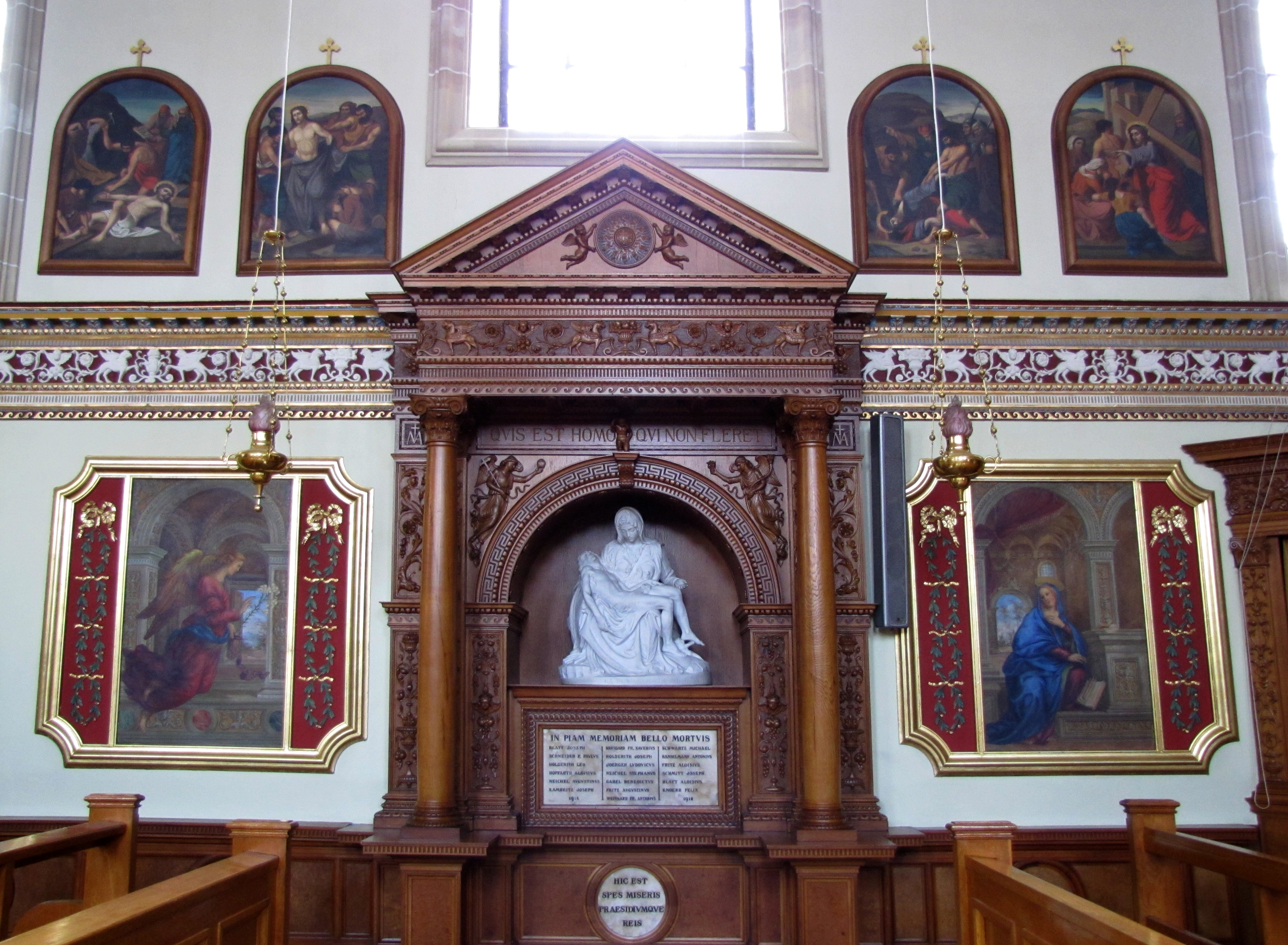
Алтарь средней части
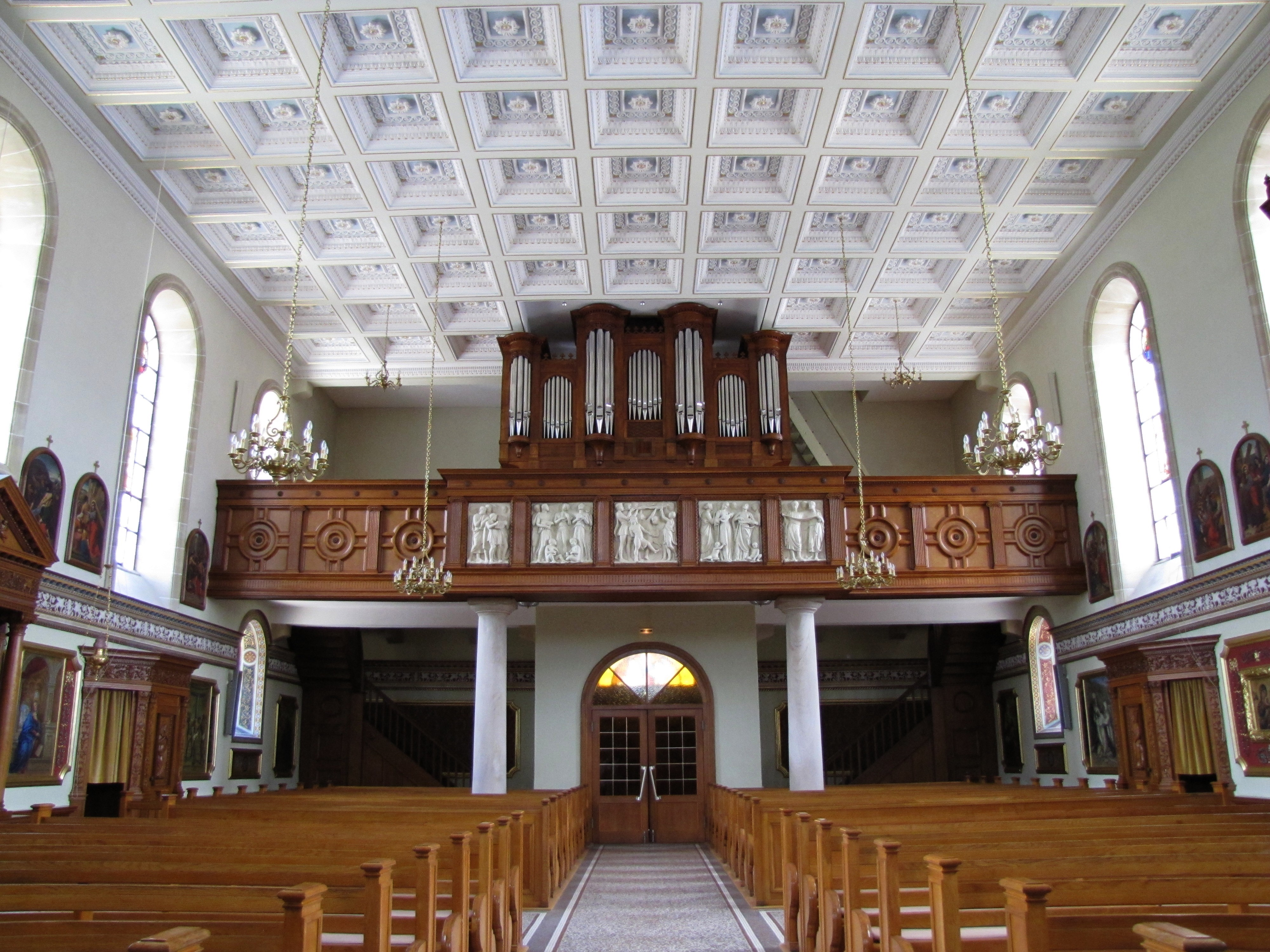
Интерьер, вид на орган
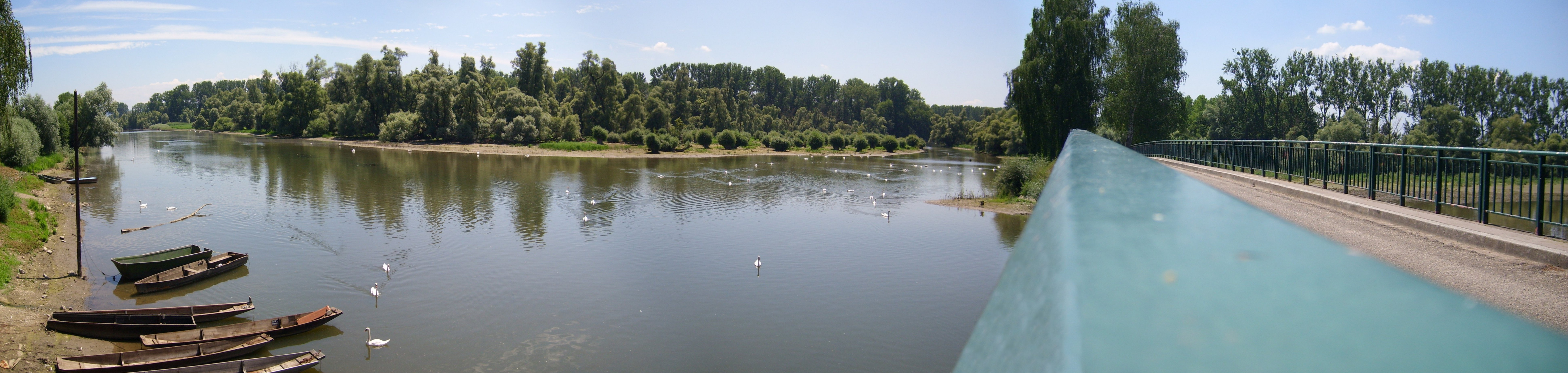
Панорама со стороны причала